# Scenopinus maculosus
Scenopinus maculosus är en tvåvingeart som beskrevs av Kelsey 1981. Scenopinus maculosus ingår i släktet Scenopinus och familjen fönsterflugor.
Artens utbredningsområde är Mongoliet. Inga underarter finns listade i Catalogue of Life.